# Maccarese Sud
Maccarese Sud est à la fois une frazione de la ville de Fiumicino et une zona di Roma (zone de Rome) située à l'ouest de Rome dans l'Agro Romano en Italie. Elle est désignée dans la nomenclature administrative par Z.XLII.

## Histoire
En 1992, Maccarese Sud devient une frazione de la ville de Fiumicino tout en restant dans l'organigramme administratif de Rome.